# Moralistický omyl
Moralistický omyl (či klam) je označení pro postoj, který na základě toho, že něco v rámci lidské společnosti je morálně špatné, vyvozuje, že to nemůže být součástí lidské přirozenosti. Jde o odvozování deskriptivních závěrů z čistě normativních premis. Termín začal razit biolog Bernard Davis.
Jeho opakem je naturalistický omyl.